# اولیویه بودری (بازیکن فوتبال، زاده ۱۹۷۰)
اولیویه بودری (انگلیسی: Olivier Baudry؛ زادهٔ ۱۳ آوریل ۱۹۷۰) بازیکن فوتبال است.
از باشگاه‌هایی که در آن بازی کرده‌است می‌توان به باشگاه فوتبال رویال شارلوا اشاره کرد.